# Stroudia pseudeumenes
Stroudia pseudeumenes är en stekelart som beskrevs av Giordani Soika 1989. Stroudia pseudeumenes ingår i släktet Stroudia och familjen Eumenidae. Inga underarter finns listade i Catalogue of Life.